# Tour de Pologne 2017 – 6. etap
6. etap kolarskiego wyścigu Tour de Pologne 2017 odbył się 3 sierpnia. Start etapu miał miejsce w Wieliczce, natomiast meta w Zakopanem. Etap liczył 199 kilometrów.

## Premie
Na 6. etapie będą następujące premie:
| Rodzaj | Rodzaj          | Miejscowość     | Kilometry (od startu) | Kilometry (do mety) |
| ------ | --------------- | --------------- | --------------------- | ------------------- |
|        | Górska (I kat.) | Bustryk         | 106,1 km              | 82,9 km             |
|        | Górska (I kat.) | Butorowy Wierch | 116,1 km              | 73,9 km             |
|        | Lotna           | Nosalowy Dwór   | 126,9 km              | 62,1 km             |
|        | Górska (I kat.) | Głodówka        | 143,2 km              | 45,8 km             |
|        | Górska (I kat.) | Bustryk         | 170,0 km              | 19,0 km             |
|        | Górska (I kat.) | Butorowy Wierch | 180,3 km              | 8,7 km              |

### Wyniki
| Górska - Bystryk |                 |        |        |
| Miejsce          | Zawodnik        | Zespół | Punkty |
| 1.               | Moreno Moser    | AST    | 10     |
| 2.               | Antwan Tolhoek  | LTJ    | 7      |
| 3.               | Adam Stachowiak | POL    | 5      |
| 4.               | Maciej Paterski | CCC    | 3      |
| 5.               | Maxime Monfort  | LTS    | 2      |

| Górska – Butorowy Wierch |                 |        |        |
| Miejsce                  | Zawodnik        | Zespół | Punkty |
| 1.                       | Moreno Moser    | AST    | 10     |
| 2.                       | Antwan Tolhoek  | LTJ    | 7      |
| 3.                       | Adam Stachowiak | POL    | 5      |
| 4.                       | Maxime Monfort  | LTS    | 3      |
| 5.                       | Domen Novak     | TBM    | 2      |

| Lotna – Nosalowy Dwór |                 |        |        |
| Miejsce               | Zawodnik        | Zespół | Punkty |
| 1.                    | Adam Stachowiak | POL    | 3      |
| 2.                    | Antwan Tolhoek  | LTJ    | 2      |
| 3.                    | Moreno Moser    | AST    | 1      |

| Górska – Głodówka |                |        |        |
| Miejsce           | Zawodnik       | Zespół | Punkty |
| 1.                | Antwan Tolhoek | LTJ    | 10     |
| 2.                | Robert Power   | ORS    | 7      |
| 3.                | Jan Tratnik    | CCC    | 5      |
| 4.                | Jérémy Maison  | FDJ    | 3      |
| 5.                | Floris De Tier | LTJ    | 2      |

| Górska - Bystryk |                    |        |        |
| Miejsce          | Zawodnik           | Zespół | Punkty |
| 1.               | Jack Haig          | ORS    | 10     |
| 2.               | Domenico Pozzovivo | ALM    | 7      |
| 3.               | Sam Oomen          | SUN    | 5      |
| 4.               | Samuel Sánchez     | BMC    | 3      |
| 5.               | Rafał Majka        | BOH    | 2      |

| Górska – Butorowy Wierch |                 |        |        |
| Miejsce                  | Zawodnik        | Zespół | Punkty |
| 1.                       | Jack Haig       | ORS    | 10     |
| 2.                       | Wout Poels      | SKY    | 7      |
| 3.                       | Rafał Majka     | BOH    | 5      |
| 4.                       | Wilco Kelderman | SUN    | 3      |
| 5.                       | Adam Yates      | ORS    | 2      |

## Wyniki etapu
| Miejsce | Zawodnik        | Państwo         | Zespół               | Czas       | Bon.  | Pkt. |
| ------- | --------------- | --------------- | -------------------- | ---------- | ----- | ---- |
| 1.      | Jack Haig       | Australia       | Orica-Scott          | 4h 58' 55" | -10 s | 20   |
| 2.      | Wout Poels      | Holandia        | Team Sky             | + 51"      | -6 s  | 19   |
| 3.      | Bob Jungels     | Luksemburg      | Quick-Step Floors    | + 51"      | -4 s  | 18   |
| 4.      | Rui Costa       | Portugalia      | UAE Team Emirates    | + 51"      | —     | 17   |
| 5.      | Wilco Kelderman | Holandia        | Team Sunweb          | + 51"      | —     | 16   |
| 6.      | Vincenzo Nibali | Włochy          | Bahrain-Merida       | + 51"      | —     | 15   |
| 7.      | Ilnur Zakarin   | Rosja           | Team Katusha-Alpecin | + 51"      | —     | 14   |
| 8.      | Rafał Majka     | Polska          | Bora-Hansgrohe       | + 51"      | —     | 13   |
| 9.      | Adam Yates      | Wielka Brytania | Orica-Scott          | + 51"      | —     | 12   |
| 10.     | Sam Oomen       | Holandia        | Team Sunweb          | + 51"      | —     | 11   |

## Klasyfikacje po 6. etapie

### Klasyfikacja generalna
| Miejsce | Zawodnik           | Państwo         | Zespół            | Czas        |
| ------- | ------------------ | --------------- | ----------------- | ----------- |
|         | Dylan Teuns        | Belgia          | BMC Racing Team   | 23h 41' 27" |
| 2.      | Rafał Majka        | Polska          | Bora-Hansgrohe    | + 6"        |
| 3.      | Wilco Kelderman    | Holandia        | Team Sunweb       | + 10"       |
| 4.      | Wout Poels         | Holandia        | Team Sky          | + 13"       |
| 5.      | Domenico Pozzovivo | Włochy          | Ag2r-La Mondiale  | + 18"       |
| 6.      | Adam Yates         | Wielka Brytania | Orica-Scott       | + 19"       |
| 7.      | Sam Oomen          | Holandia        | Team Sunweb       | + 24"       |
| 8.      | Viczenzo Nibali    | Włochy          | Bahrain-Merida    | + 25"       |
| 9.      | Rui Costa          | Polska          | UAE Team Emirates | + 28"       |
| 10.     | Bob Jungels        | Holandia        | Quick-Step Floors | + 29"       |

### Klasyfikacja punktowa
| Miejsce | Zawodnik         | Państwo   | Zespół            | Punkty |
| ------- | ---------------- | --------- | ----------------- | ------ |
|         | Peter Sagan      | Słowacja  | Bora-Hansgrohe    | 88     |
| 2.      | Danny van Poppel | Holandia  | Team Sky          | 76     |
| 3.      | Boy van Poppel   | Holandia  | Trek-Segafredo    | 46     |
| 4.      | Caleb Ewan       | Australia | Orica-Scott       | 39     |
| 5.      | Tom Van Asbroeck | Belgia    | Cannondale-Drapac | 36     |

### Klasyfikacja górska
| Miejsce | Zawodnik        | Państwo   | Zespół                | Punkty |
| ------- | --------------- | --------- | --------------------- | ------ |
|         | Antwan Tolhoek  | Holandia  | Team Sky              | 35     |
| 2.      | Jack Haig       | Australia | Orica-Scott           | 30     |
| 3.      | Maxime Monfort  | Belgia    | Lotto Soudal          | 30     |
| 4.      | Moreno Moser    | Włochy    | Astana Pro Team       | 25     |
| 5.      | Maciej Paterski | Polska    | CCC Sprandi Polkowice | 20     |

### Klasyfikacja najaktywniejszych
| Miejsce | Zawodnik          | Państwo  | Zespół                | Punkty |
| ------- | ----------------- | -------- | --------------------- | ------ |
|         | Bert-Jan Lindeman | Holandia | Team LottoNL-Jumbo    | 10     |
| 2.      | Adrian Kurek      | Polska   | CCC Sprandi Polkowice | 9      |
| 3.      | Jan Tratnik       | Słowenia | CCC Sprandi Polkowice | 7      |
| 4.      | Martijn Keizer    | Holandia | Team LottoNL-Jumbo    | 6      |
| 5.      | Maciej Paterski   | Polska   | CCC Sprandi Polkowice | 5      |

### Klasyfikacja drużynowa
| Miejsce | Zespół            | Państwo                      | Czas        |
| ------- | ----------------- | ---------------------------- | ----------- |
| 1.      | Lotto Soudal      | Belgia                       | 71h 13' 50" |
| 2.      | Movistar Team     | Hiszpania                    | + 2' 09"    |
| 3.      | BMC Racing Team   | Stany Zjednoczone            | + 3' 09"    |
| 4.      | UAE Team Emirates | Zjednoczone Emiraty Arabskie | + 8' 28"    |
| 5.      | Ag2r-La Mondiale  | Francja                      | + 9' 09"    |